# NGC 5903
NGC 5903 est une vaste galaxie elliptique située dans la constellation de la Balance. Sa vitesse par rapport au fond diffus cosmologique est de 2 743 ± 13 km/s, ce qui correspond à une distance de Hubble de 40,5 ± 2,8 Mpc (∼132 millions d'al). NGC 5903 a été découverte par l'astronome germano-britannique William Herschel en 1784.
À ce jour, 16 mesures non basées sur le décalage vers le rouge (redshift) donnent une distance de 34,694 ± 8,180 Mpc (∼113 millions d'al), ce qui est à l'intérieur des valeurs de la distance de Hubble. Notons cependant que c'est avec la valeur moyenne des mesures indépendantes, lorsqu'elles existent, que la base de données NASA/IPAC calcule le diamètre d'une galaxie et qu'en conséquence le diamètre de NGC 5903 pourrait être d'environ 72,1 kpc (∼235 000 al) si on utilisait la distance de Hubble pour le calculer.

## Groupe de NGC 5903
NGC 5903 est la galaxie la plus brillante d'un groupe qui porte son nom. Selon A. M. Garcia, le groupe de NGC 5903 compte cinq membres. Les quatre autres membres du groupe sont NGC 5898, IC 4538, ESO 514-3 et ESO 582-12.